# Villanueva del Fresno
Villanueva del Fresno è un comune spagnolo di 3 551 abitanti situato nella comunità autonoma dell'Estremadura.